# Spodiopsar
Spodiopsar és un gènere d'ocells de la família dels estúrnids (Sturnidae).

## Llistat d'espècies
Segons la classificació del Congrés Ornitològic Internacional (versió 12.2, juliol 2022) aquest gènere conté dues espècies:
- Spodiopsar sericeus - estornell bec-roig.
- Spodiopsar cineraceus - estornell fumat.